# Jeløya

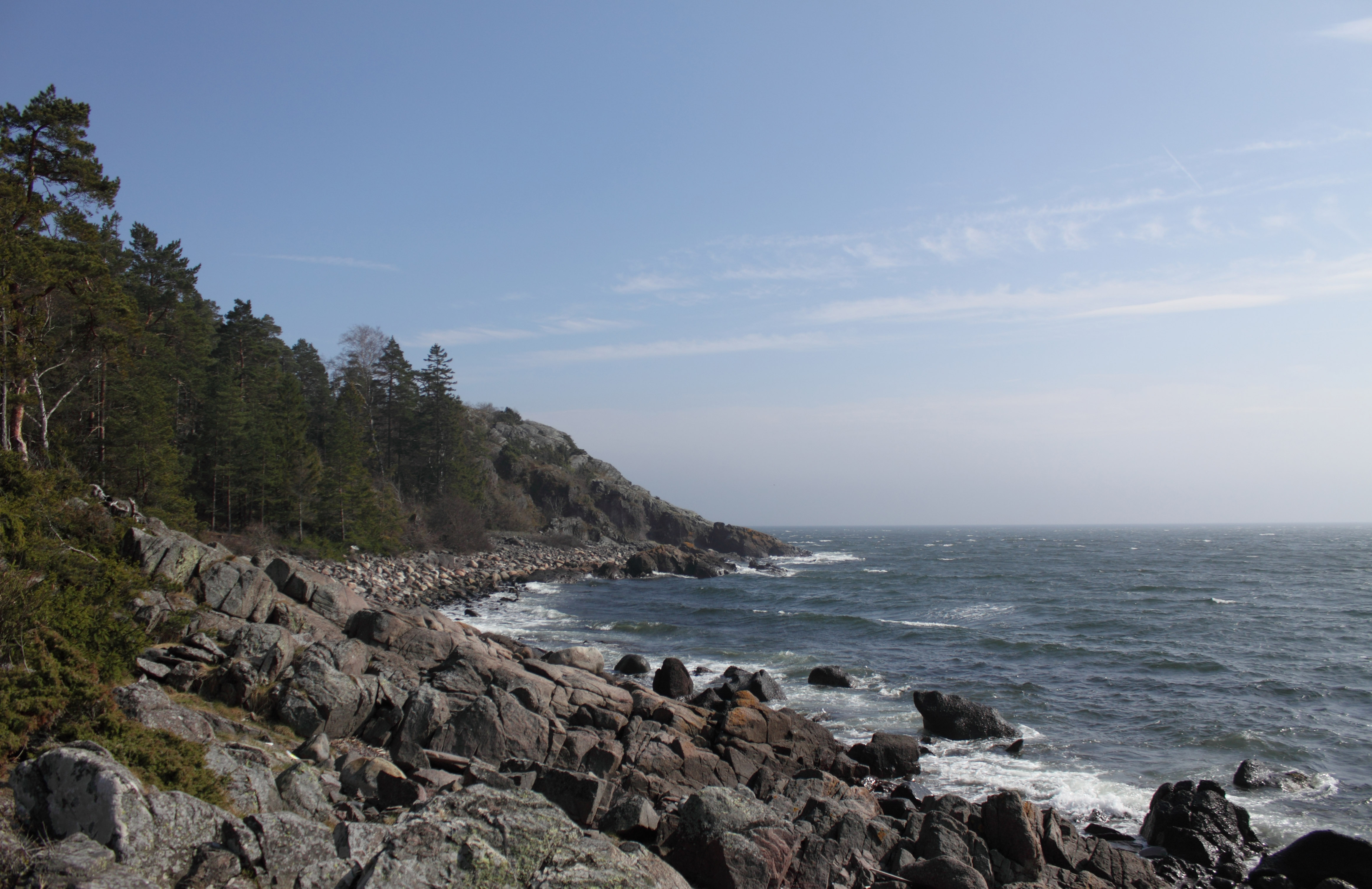
Reserva Natual de Jeløya

Jeløya é uma das maiores ilhas no Fiorde de Oslo com cerca 10 quilômetros de comprimento por 4 de largura e com mais de 40 quilômetros quadrados. Jeløy está situada na cidade de Moss. 
Jeløya foi criada como município em 1 de Janeiro de 1838 e foi fundida com o município urbano de Moss em 1 de Julho de 1943.

## Etimologia
As palavras nórdicas que geraram o nome da cidade foram Jalund e Jölund. O último elemento é o sufixo -und, que é comum nos antigos nomes das ilhas norueguesas. O significado do primeiro elemento ainda é desconhecido.